# محمودآباد (چادگان)
محمودآباد (چادگان)، روستایی از توابع بخش چنارود شهرستان چادگان در استان اصفهان ایران است.

## جمعیت
این روستا در دهستان چنارودجنوبی قرار دارد و براساس سرشماری مرکز آمار ایران در سال ۱۳۸۵، جمعیت آن ۴۲ نفر (۱۱خانوار) بوده‌است.